# Алтерглобализъм
Алтерглобализмът (на английски: Alter-globalization, също известен като алтернативна глобализация, „Alter-mundialization“ – на френски: altermondialisme – или движението за световна справедливост) най-общо може да се представи като социално движение за изграждане на „един друг възможен свят“, в който се стимулират сътрудничеството и взаимодействието между хората, отделните държави и организации. Негови идейни предшественици са Сюрреализмът и Бийт поколението. Мотото на алтерглобалистите е заимствано от френския поет-сюрреалист Пол Елюар – „Един друг свят е възможен и той е вътре в нашия свят“.

## Структура
Движението няма единна структура. По-скоро е обединение от неправителствени организации, мрежови организации, които се стремят към промяна на статуквото. Предоставя се платформа за общуване и взаимно подпомагане на гражданското общество на глобално ниво.

## Идеология и каузи
Алтерглобалистите се борят с негативните ефекти от икономическата глобализация, често работеща неадекватно и в ущърб на човешки ценности като опазване на околната среда, икономическа справедливост, равенство, борба с климатичните изменения, защита на човешките права, местни култури, етноси и малцинства. Обявяват се срещу „новите световни господари“, срещу властовите структури, показвайки им, че ходът на развитие на глобализацията може да бъде променен.
Едно от основните виждания на алтерглобалистите е, че само общество, което уважава другостта и различието, може да бъде глобалистично, въпреки че в последните години се наблюдава точно обратният принцип, а именно превесът на стремеж към уеднаквяване и йерархизиране. Случващото се в света може да се разгледа като опит на силите на глобалния капитализъм да подчинят определени нации, да размият всички държавни и личностни граници. Реално алтерглобалистите не се противопоставят на процеса на световна глобализация, а се борят за процес, основаващ се на други ценности, различни от икономическа и политическа доминация.
Последователите на движението са наясно, че процесът по приобщаване на света е неизбежен, но би могъл да се случи по друг начин – чрез насочване на капитали от по-развитите общества към тези, които се нуждаят от развитие, а не чрез влагането им във военни кампании, които са подчинени на икономическите и бизнес интереси.
След американската финансова криза стремежът към един, „друг“, свят цели да предотврати нова поява на ефекта на доминото, при който развитието на света пряко зависи от състоянието на една-единствена държава, управляваща световните капитали. Състоянието на световната глобализираща се икономика зависи от тази на САЩ, чийто финансов срив се превърна от национален в световен. Фалитът на големите американски кредитни учреждения бе последван от огромни финансови загуби, включително и за централните банки в ЕС, Великобритания и Канада. Кризата повлия и на икономиката – цените на жилищата се понижиха, кредитите се ограничиха, цената на петрола се покачи. Американската икономика навлезе в рецесия, след като отпусканите жилищни кредити бяха с голям риск от страна на Централната банка на САЩ, резултат от повишаването на лихвите от страна на федералния резерв, намалил ги драстично преди това. По този начин финансово нестабилните домакинства не бяха в състояние да покриват ипотеките си.

## Основни цели
Целите на алтерглобалистите и средствата за постигането им са систематизирани в няколко точки:
1. да се изгради един нов солидарен свят, който да не е резултат от универсален модел, към който да се приспособи човечеството
2. да се премахне олигархическото управление
3. премахване на драстичното разграничаване между отделните хора и осигуряването на равен достъп на всички граждани до прогреса
4. създаване на връзки за взаимодействие между глобалното и локалното
5. право на намеса в неразрешени конфликти в рамките на международните институции
6. промени в управлението на отделните държави
7. създаване на организации, които да се борят с отрицателните ефекти от глобализацият

Основните средства за постигане на целите са преговорите и създаването на нови международни институции, които да не са ръководени и зависими от финансовите капитали, провеждането на мирни протести и критика срещу правителствата и международните организации, смятани за недемократични и водещи непрозрачна политика.

## Разлики и прилики с антиглобализма
Много често понятията алтерглобализъм и антиглобализъм се смесват и използват неправилно като синоними, явявайки се противопоставяне на процеса на уеднаквяване и сливане на култури в световен мащаб.

### Прилики
Между двете движения действително съществуват общи черти – насочеността срещу политиката, водена от САЩ и отрицателните страни на разпространяваната от тях форма на „демокрация“. Последователите и на двете движения се противопоставят и обявяват срещу неформалните и институционализирани властови центрове на глобализма – МВФ, Световната банка, Г-7, НАТО, ЕС, световните финансови корпорации, всичко, което може да се приеме за част от бързо разпространяващият се американизъм.

### Разлики
Двете течения имат принципни различия, които правят невъзможно представянето им като допълващи се или припокриващи се движения. Алтерглобалистите са умерени в действията си и предпочитат да постигат целите си чрез преговори и мирни протести, да търсят диалог и по-рационални решения, докато антиглобалистите залагат на радикални действия и може да се приеме, че имат анархистичен характер.
Друго съществено различие е конструктивността. Антиглобалистите нямат общ проект за развитие, липсва системност в техните идеи, цели и действия, докато при алтерглобалистите се наблюдава стремеж към систематизиране на исканията и целите им, предоставяне на нови възможности за развитие чрез диалог и преговори. Политиката, от която се водят алтерглобалистите, е правна и целяща постигането на един нов глобален свят, недоминиран от капитализма.
Различията между двете движения спрямо капитализма и пазарната икономика напомнят на това между комунистическите и социалистическите режими. Комунистическата идея е пропаганда за пълното премахване на капитализма, докато социалдемократите се опитват да го направят по-социален, да премахнат отрицателните му черти. По същият начин алтерглобалистите искат да го направят по-приемлив и „човечен“ в съвременните икономически условия, критиката им е насочена към пазарната идеология и начина на мислене.